# Список аэродромов Чукотского автономного округа

## Список аэропортовЧукотского автономного округа
| Населённый пункт      | Код ИАТА | Код ИКАО | Внутр. код | Название аэропорта | Длина ВПП | Статус            |
| --------------------- | -------- | -------- | ---------- | ------------------ | --------- | ----------------- |
| Угольные Копи/Анадырь | DYR      | UHMA     | АНЫ        | Угольный           | 3500 м    | межд., фед. знач. |
| Беринговский          | —        | UHMR     | БНГ        | Беринговский       | 1500 м    |                   |
| Кепервеем             |          | UHMK     | КПМ        | Кепервеем          | 2000 м    |                   |
| Купол                 | KPX      | UHEK     |            | Купол              | 1830 м    |                   |
| Марково               | —        | UHMO     | МКО        | Марково            | 2428 м    |                   |
| Мыс Шмидта            | —        | UHMI     | МШД        | Мыс Шмидта         | 2500 м    |                   |
| Омолон                |          | UHMN     | ООЛ        | Омолон             | 1405 м    |                   |
| Певек                 | PWE      | UHMP     | ПЕВ        | Певек              | 2500 м    | фед. знач.        |
| Провидения            | PVS      | UHMD     | ПРД        | Бухта Провидения   | 2000 м    | межд.             |
| Эгвекинот             | —        | UHME     | ЭГТ        | Залив Креста       | 1350 м    |                   |
| Лаврентия             | —        | UHML     | ЗЛА        | Залив Лаврентия    | 1400 м    |                   |

## Список военных аэродромовЧукотского автономного округа
| Наименование аэродрома | Индекс* | ВПП (длина и ширина) | Типы базирующихся воздушных судов      | Вид войск, объединение, соединение, подразделение** | Примечания                                                       |
| ---------------------- | ------- | -------------------- | -------------------------------------- | --------------------------------------------------- | ---------------------------------------------------------------- |
| Анадырь (Угольный)     | УХМА    | 3500х60 м            | до 1982 Як-28П, с 1982 по 1992 Су-15ТМ | до 1982 529 ИАП, с 1982 по 1992 171 ИАП             | входил в состав Оперативной Группы Арктики (ОГА) дальней авиации |

## Список аэродромов совместного базированияЧукотского автономного округа
| Регион       | Город      | Наименование аэродрома | Вид аэродрома   | Федеральный орган исполнительной власти, в ведении которого находится аэродром | Федеральный орган исполнительной власти и (или) организация, которым разрешено совместное базирование |
| ------------ | ---------- | ---------------------- | --------------- | ------------------------------------------------------------------------------ | --- |
| Чукотский АО | Анадырь    | Угольный               | государственный | Минобороны РФ                                                                  | ФГУАП «Чукотавиа»                                                                                     |
| Чукотский АО | Провидения | Бухта Провидения       | гражданский     |                                                                                | ФСБ РФ                                                                                                |

## Сокращения
- межд. — международный аэропорт (то есть включенный в Перечень международных аэропортов, составляемый Росавиацией)
- фед. знач. — аэропорт федерального значения (то есть включенный в Реестр аэродромов федерального значения, составляемый Росавиацией)
- АСК - авиационно-спортивный клуб
- ВА — воздушная армия
- ВГК (СН) — Верховного Главного командования (Стратегического назначения)
- ВТАБ — военно-транспортная авиабаза
- н/д — нет данных
- ТБАД — гвардейская тяжёлая бомбардировочная авиадивизия